# داستان سلطنتی: جانگ هی بین
داستان سلطنتی: جانگ هی بین (انگلیسی: Royal Story: Jang Hui-bin؛ کره‌ای: 장희빈) یک مجموعه تلویزیونی محصول کره جنوبی سال ۲۰۰۲ با بازی کیم هه سو، پارک سون یونگ و جون کوانگ ریول است. این مجموعه از ۶ نوامبر ۲۰۰۲ تا ۲۳ اکتبر ۲۰۰۳، روزهای چهارشنبه و پنجشنبه ساعت ۲۱:۵۵ (کی‌اس‌تی) از کی‌بی‌اس۲ برای ۱۰۰ قسمت پخش شد. این مجموعه همچنین روزهای دوشنبه تا جمعه از اسمایل‌تی‌وی پلاس پخش شد.

## بازیگران
- کیم هه سو در نقش بانو جانگ هی‌بین[۴][۵][۶]
- جون کوانگ ریول در نقش پادشاه سوک‌جونگ[۷][۸]
- پارک سون یونگ در نقش ملکه این‌هیون[۹][۱۰]
- پارک یه جین در نقش بانو چوی سوک‌بین[۱۱]
- چو یو جونگ در نقش بانو کیم گی‌این
- کانگ بو جا در نقش ملکه جانگ‌نیول
- کیم یونگ ئه در نقش ملکه میونگ‌سونگ[۱۲]

## تولید
در ابتدا نقش جانگ هی بین به شیم اون ها، لی یونگ ئه، کیم هی سون، سونگ یون آه، کانگ سو یون، چه شی را و کیم هیون جو پیشنهاد شد، اما در نهایت به کیم هه سو داده شد.